# Gombos Imre
Gombos Imre, (Sajólád, 1791. július 6. – Bécs, 1840. január 12.) jogi doktor, császári és királyi kamarás, udvari tanácsos, Heves vármegye főispáni helyettese, a Magyar Tudományos Akadémia tiszteleti tagja, drámaíró.

## Élete
Apja Gombos Ferenc vármegyei táblabíró volt. Iskoláit Kassán végezte, majd 1810-ben a pesti egyetemen jogi doktori oklevelet szerzett. Ezután az eperjesi kerületi tábla, illetve a királyi tábla mellett jurátuskodott. 1812-ben Borsod vármegye tiszteletbeli aljegyzőjévé nevezték ki, majd a királyi udvari kancellária, utóbb a köz-udvari kamara mellett fogalmazó gyakornok, 1816-ban ugyanitt udvari fogalmazó volt. 1817-ben a magyar udvari kamaránál lett titkár. 1826 szeptemberétől magyar udvari kamarai tanácsos, 1830-tól a pesti törvénykar tagja, 1835-ben császári és királyi kamarás volt. 1835. szeptember 14-én a Magyar Tudományos Akadémia tiszteleti tagja lett. 1837-től udvari tanácsos és a magyar királyi udvari kancelláriánál referendarius volt, október 9-étől pedig Heves-Szolnok vármegye főispáni helytartója, ebből a tisztségéből azonban 1839 végén saját kérésére felmentették.

## Művei

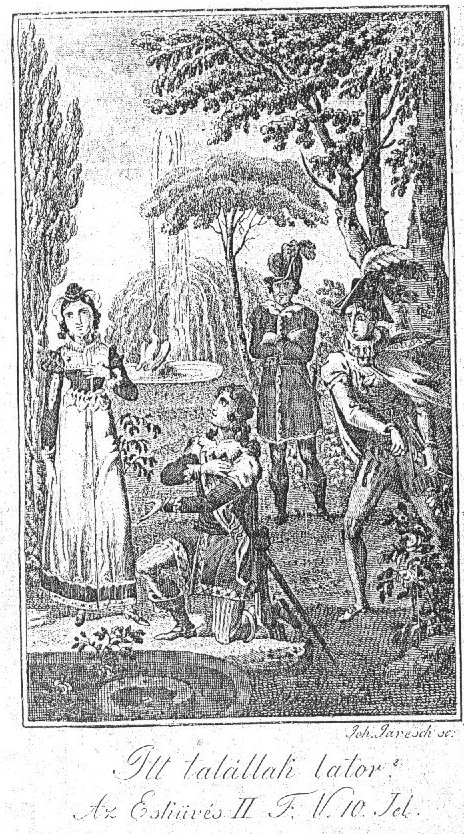
Kortárs illusztráció Az esküvéshez

- Lilla, háromfelvonásos vígjáték, de ennek közel fele hiányzik a kéziratai közül
- Bavariai Albert, szomorújáték négy felvonásban (1812)
- A testvérek, vígjáték egy felvonásban (1812);
- A szekrény és rózsabokor, vígjáték egy felvonásban (1815. július)
- Elek és Polyxena, polgári szomorújáték öt felvonásban
- Adsertiones ex universa jurisprudentia et scientiis politicis quas in reg. universitate Pestiensi publicae eruditorum disquisitioni substernit anno 1810. Pestini.
- Az esküvés, ötfelvonásos szomorújáték. Kiadta Dömötör Miklós, a felirat szerint a szerző barátja (Pest, 1817) Ebben a kiadásban a szerző nevének csak első betűi olvashatók. Ism. Tudom. Gyűjt. 1817. VI. Olcsó Könyvtár 134. Bpest, 1881. a szerző életrajzával Gyulai Páltól. Előadta 1819. márcz. 19. Rozsnyón nagy hatással a műkedvelői ifjúság. József nádor névnapján, az épülőfélben levő evangélikus gimnázium javára; ugyanezen év ápr. 15. Székes-fejérvárt is adatott; a székesfejérvári társaság Pestre jövén, azon év ápr. 15. Budán és jún. 14. Pesten adták elő. Lendvay, kinek kedvencz szerepe volt Caesar, abban lépett föl ott először Budán 1833. aug. 10.; Debreczenben is előadták 1831. márcz. 12., azután Kassán 1837. márcz. 2. és 1838. nov. 20.; többször került még színre úgy a fővárosban, mint a vidéken, czímét azonban (1837) Szent a törvény és Szent az esküvés-re változtatták; 1881. aug. 13. a budapesti nemzeti színházban ismét fölelevenítették). A dráma kiadásából egy-egy példányt őriz az Országos Széchényi Könyvtár Színháztörténeti Tára és Fővárosi Szabó Ervin Könyvtár Budapest Gyűjteménye.
- Beszédek… Heves- és Külső-Szolnok vármegye főispán-helytartói tiszteletére 1837. Mindszent hava 9. tartott beiktatása alkalmával elmondott beszédek és ezekre adott feleletei. Eger, 1837.